# جينو باكوس
جينو باكوس (بالمجرية: Bakos Jenő)‏ هو منافس ألعاب قوى مجري، ولد في 5 مايو 1929، وتوفي في 5 فبراير 1959.

## وصلات خارجية
- جينو باكوس على موقع أوليمبيديا (الإنجليزية)
- جينو باكوس على موقع اللجنة الأولمبية المجرية (الهنغارية)